# Campylopus valerioi
Campylopus valerioi är en bladmossart som beskrevs av Bruce H. Allen 1989. Campylopus valerioi ingår i släktet nervmossor, och familjen Dicranaceae. Inga underarter finns listade i Catalogue of Life.